# MS National Geographic Endeavour
MS National Geographic Endeavour – statek pasażerski przeznaczonym dla turystów morskich. Amerykański operator Lindblad Expeditions, oferuje im ekspedycje m.in. na Antarktykę i Arktykę.

## Historia i rejsy

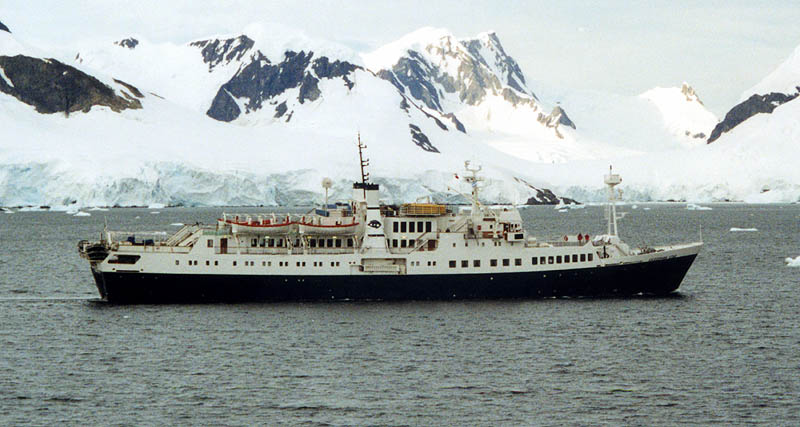
„National Geographic Endeavour” jako „Caledonian Star” w Antarktyce, luty 2001

Jednostka została zbudowana w 1966 r., jako statek rybacki, a przeznaczona do przewozu pasażerów została w 1983 roku. Obecną nazwę statek otrzymał w czerwcu 2001 roku.